# Phare de Pervalka
Le phare de Pervalka (en lituanien : Pervalkos švyturys) est un phare actif qui est situé à Pervalka (en) petite localité de la municipalité de Neringa, sur la Lagune de Courlande, en Lituanie.
Il est géré par les autorités portuaires de Klaipéda 

## Histoire
Le premier phare a été construit en 1900 et mis en service le 27 novembre sur une petite île artificielle.
Le phare actuel, datant de 1948, fonctionne automatiquement. La base du phare a été renforcée avec des blocs de béton en 1960. Il a été rénové en 2006.
Il se trouve dans le parc national de l'Isthme de Courlande.

## Description
Le phare est une tour cylindrique rouge en métal de 14 mètres de haut, avec galerie et lanterne blanche, montée sur une fondation en pierre. Il est peint de bandes horizontales rouges et blanches. Il émet, à une hauteur focale de 15 mètres, un éclat blanc toutes les 5 secondes. Sa portée nominale est de 7 milles nautiques (environ 13 km).
Identifiant : ARLHS : LIT-005 .
|              |
| Timbre poste |

|                     |
| Isthme de Courlande |

### Lien connexe
- Liste des phares de Lituanie